# Kung Ling av Zhou
Kung Ling av Zhou, var en kinesisk monark. Han var kung av Zhoudynastin 571–545 f.Kr.